# Пюга
Пюга — река в Томской области России. Устье реки находится в 79 км по левому берегу реки Пиковский Ёган. Длина реки составляет 14 км.

## Данные водного реестра
По данным государственного водного реестра России, относится к Верхнеобскому бассейновому округу, водохозяйственный участок реки — Обь от впадения реки Васюган до впадения реки Вах, речной подбассейн реки — Васюган. Речной бассейн реки — (Верхняя) Обь до впадения Иртыша.